# جيم كامبل (فنان)
جيم كامبل (بالإنجليزية: Jim Campbell) هو فنان إيراني، ولد في 1956.